# Norman Shelton

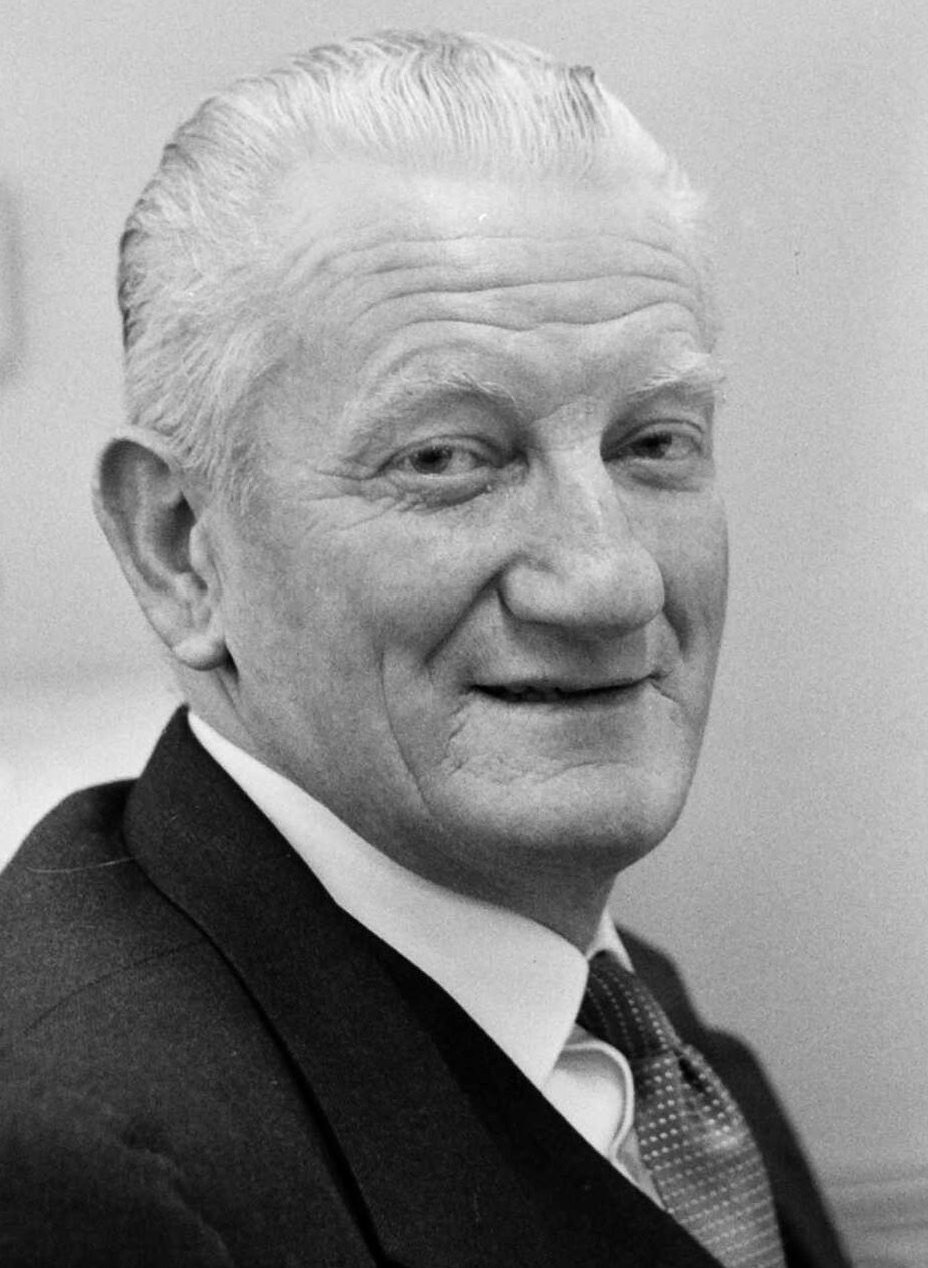
Norman Shelton (August 1959)

The Honourable Norman Leslie Shelton, CBE (* 28. Juni 1905 in Taihape, Rangitikei District, Manawatū-Whanganui; † 14. Juli 1980 in Wellington) war ein neuseeländischer Politiker der New Zealand National Party, der unter anderem von 1954 bis 1972 Mitglied des Repräsentantenhauses sowie mehrmals Minister war.

## Leben
Norman Leslie Shelton, zweites von drei Kindern von Alexander Reid Shelton (1881–1960) und Alice Maud Short Shelton († 1953) begann nach dem Besuch der Fielding Technical School 1920 eine berufliche Tätigkeit als Verkäufer in der Firma Hodder and Tolley Ltd und wurde 1934 zum Leiter der Niederlassung in Marton ernannt. Während des Zweiten Weltkrieges war er Artillerieschütze und von 1943 bis 1946 im Pazifik, in Ägypten und Italien stationiert. Nach Kriegsende nahm er seine Tätigkeit als Leiter der Hodder and Tolley Ltd-Niederlassung in Marton wieder auf, die er bis 1954 innehatte.
Am 13. November 1954 wurde Shelton für die Nationale Partei (New Zealand National Party) als Nachfolger seines Parteifreundes Edward Brice Killen Gordon erstmals Mitglied des Repräsentantenhauses (House of Representatives) und vertrat in diesem bis zum 25. November 1972 den Wahlkreis „Rangitikei“, woraufhin der spätere Minister und Sprecher des Repräsentantenhauses Roy Jack diesen Wahlkreis übernahm.

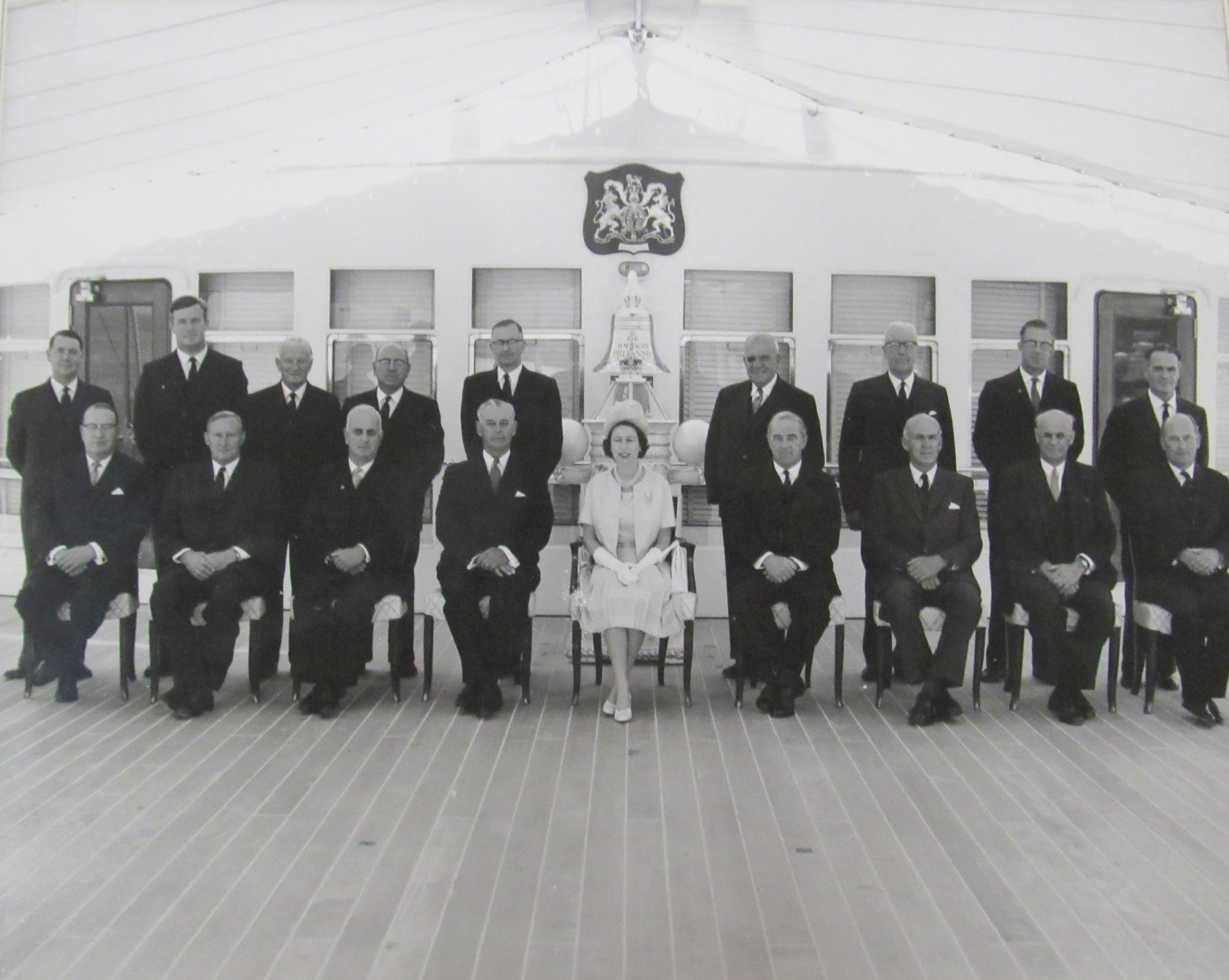
Shelton (hinten, 3.v.l.) und das Kabinett Holyoake II mit Königin Elisabeth II. (Februar 1963).

Am 12. Dezember 1960 wurde er in das Kabinett Holyoake II berufen und fungierte dort bis zu seiner Ablösung durch Don McKay am 24. Januar 1962 zunächst als Minister für Gesundheit und soziale Sicherheit und als Minister für Frauen- und Kinderwohlfahrt. Im Zuge einer Umbildung des zweiten Kabinetts Holyoake löste er wiederum am 24. Januar 1962 Jack Marshall als Minister für Zölle ab und bekleidete dieses Ministeramt zwischen dem 20. Dezember 1963 und dem 22. Dezember 1969 auch im Kabinett Holyoake III. Im darauf folgenden Kabinett Holyoake IV fungierte er schließlich vom 22. Dezember 1969 bis zum 7. Februar 1972 als Minister für Industrie, Handel und Bergbau. Für seine Verdienste wurde er am 2. Juni 1973 zum Commander des Order of the British Empire (CBE) ernannt. Aus seiner 1935 geschlossenen Ehe mit Dorothy Marie Stevens Shelton
(1902–1993) ging ein Sohn hervor, der mit der Rundfunkmoderatorin und späteren langjährigen Chief Executive Officer (CEO) von Radio New Zealand (RNZ) Sharon Crosbie (* 1945) verheiratet ist.

## Hintergrundliteratur
- James Oakley Wilson: New Zealand Parliamentary Record, 1840–1984, V.R. Ward, Government Printer, Wellington 1913, 4. Auflage  1985
- Barry Gustafson: The First 50 Years. A History of the New Zealand National Party. : Reed Methuen, Auckland 1986, ISBN 0-474-00177-6.
- Jack Marshall: John Marshall Memoirs. Volume Two: 1960–1988, Collins, Auckland 1989, ISBN 1-86950-003-2